# Teatro Umberto I
Il teatro Umberto I o teatro Principe Umberto, era un teatro di Firenze in piazza d'Azeglio.

## Storia e descrizione
La struttura sorse poco dopo lo spostamento della capitale d'Italia a Firenze (1865), come arena Morin, poi ridedicato al re Umberto I di Savoia. Fu eretto su progetto dell'ingegner Gustavo Mariani (poi ampliato da Riccardo Mazzanti) e inaugurato nel luglio del 1869 con il Ballo Brahma. Altre rappresentazioni andate in scena furono il Ballo Excelsior o il Ballo Amor.
Si trattava di una costruzione quasi interamente lignea, di forma più o meno circolare, situata a lato della piazza. In quell'epoca infatti Firenze, quale centro del giovane Stato italiano, ebbe un vero e proprio boom di sale teatrali, con numerose nuove sale e lavori di ristrutturazione nelle grandi sale storiche esistenti. Con il trasferimento della capitale a Roma (1871) tutto il settore entrò in crisi (e non solo questo), portando alla chiusura o al ridimensionamento degli spettacoli.
Nel 1889 il teatro Umberto I venne distrutto da un violento incendio, di cui esiste ampia documentazione fotografica, e non si sentì più la necessità di riedificarlo. Al suo posto vennero edificati la palazzina e il villino Uzielli.